# Kirpan

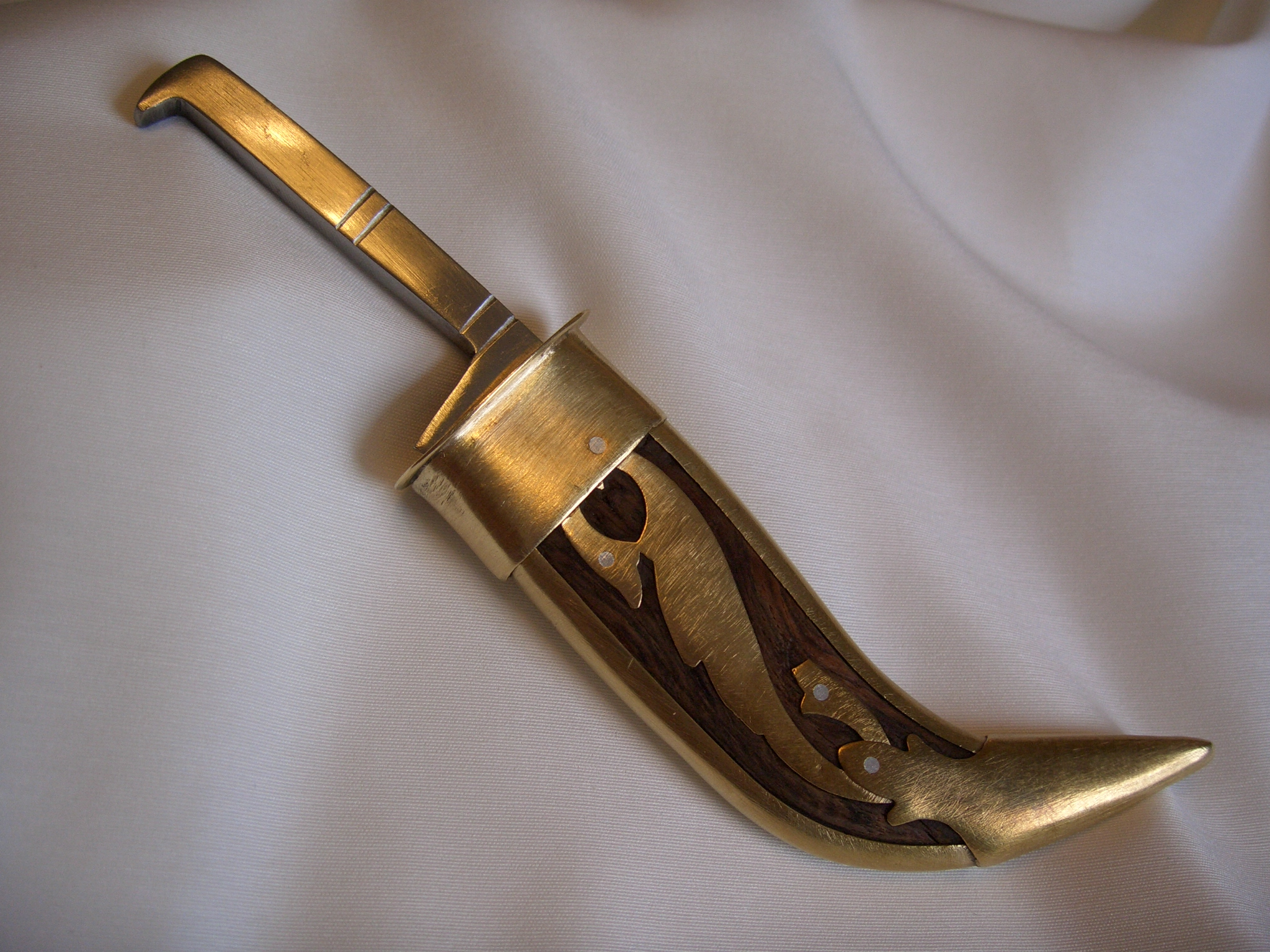
Un kirpan

Il kirpan ([kɪərˈpɑːn]; in punjabi: ਕਿਰਪਾਨ kirpān) è un pugnale portato dai seguaci del Sikhismo. Il kirpan è una delle cinque K, ovvero i cinque articoli di fede che indossano tutti i sikh per dimostrare la propria convinzione nella religione.

## Significato
Kirpan deriva dalle parole kirpa (che significa: atto di gentilezza, benedizione o un favore) e aan (che significa: onore, rispetto o autostima). Così, per i sikh , il kirpan rappresenta l'impegno per il rispetto di sé e per la propria libertà di spirito. Il sikh che lo indossa è simbolicamente un soldato dell'armata di Dio e lo utilizza per proteggere i deboli e i bisognosi e come difesa personale, ma non è mai da utilizzare per scatti d'ira.

## Storia
Il kirpan era fin dall'antichità un'arma di difesa, indossata su una cintura di stoffa chiamata gatra, ma attualmente è più un oggetto simbolico che un'arma. Esso rappresenta l'ahimsa (che significa non violenza). Il principio dell'ahimsa non è quello di stare a guardare mentre viene compiuta violenza sui più deboli, ma di lottare attivamente contro quest'oppressione e ingiustizia. A tal fine il kirpan è uno strumento che rappresenta l'utilizzo della forza per prevenire la violenza, quando tutti gli altri mezzi pacifici per ostacolarla hanno fallito.
Secondo un comandamento religioso dettato da Guru Gobind Singh (il decimo guru sikh), tutti i sikh devono indossare un kirpan in ogni momento, come se fosse una parte integrante del loro corpo.